# Dinastia bahrita
La dinastia bahrita o bahriyya fou una dinastia de sultans mamelucs que va governar Egipte del 1250 al 1389. Originalment eren kiptxaks membres de la guàrdia de corps (halka) del sultà aiubita as-Sàlih Ayyub (1240-1259), el qual va crear un regiment d'entre vuit-cents i mil homes que va anomenar al-Bahriyya perquè tenien el seu quarter a Bahr al-Nil (riu Nil), a una illa anomenada Rawda. El nom de mamelucs bahriyya (o dinastia bahri) es dona a la primera dinastia de mamelucs egipcis, però realment és incorrecte. Les fonts mameluques donen al període (de predomini turc cumà) el nom de Dawlat al-turk mentre al següent període de predomini circassià l'anomenen Dawlat al-djarkas.
La seva presa del poder va tenir origen en dos fets externs més que en un intent planejat d'usurpació: la croada de Sant Lluis (1249-1250) i la invasió mongol de Síria (1259-1260). La resistència enfront de la croada fou obra dels mamelucs; el darrer general no mameluc, Fakhr al-Din ibn Shaykh al-Shuyukh, que va exercir el govern a la mort d'as-Sàlih Ayyub (1249) fou assassinat. La preferència del sultà Turan-Xah ibn as-Sàlih Ayyub (1249-1250) per la seva nissaga en perjudici dels bahrites va provocar el seu assassinat per un grup de mamelucs l'1 de maig de 1250. Encara que l'aparença de sultanat aiubita es va mantenir en la persona d'al-Àixraf II (1250-1254) i la regència de Xàjar-ad-Durr, el poder va passar als mans dels mamelucs entre els quals va emergir al-Muïzz Àybak.
Foren aquestes tropes qui van aconseguir les victòries a les batalles d'al-Mansura (1249) i Ayn Djalut (1260). Al cap de sis dies d'aquesta batalla hi va haver greus enfrontaments interns: Àybak, proclamat sultà, va intentar ser enderrocat per una part dels bahriyya sense èxit i el cap rebel Aktay va morir i 200 seguidors van haver de fugir d'Egipte i passar al servei de prínceps aiúbides a Síria, o del sultà seljúcida. Encara que van poder tornar a la mort d'Àybak ja no van recuperar la seva posició i el darrer rebel va morir el 1307. Algunes guarnicions a Síria van portar el nom de Bahriyya.

## Llista de sultans mamelucs bahrites
- Xàjar-ad-Durr (1250)
- Al-Muïzz Aybak (1250 - 1257)
- Al-Mansur Alí (1257 - 1259)
- Qútuz (1259 - 1260)
- Bàybars I (1260 - 1277)
- As-Saïd Bàraka Khan (1277 - 1279)
- Al-Àdil Salàmix (1279)
- Qalàwun (1279 - 1290)
- Al-Àixraf Khalil (1290 - 1293)
- Baydara al-Mansur 1293)
- An-Nàssir Muhàmmad ibn Qalàwun (1293 - 1294)
- Al-Àdil Kitbughà (1294 - 1296)
- Al-Mansur Lajin (1296 - 1299)
- An-Nàssir Muhàmmad (2n cop, 1299 - 1309)
- Bàybars II (1309 - 1310)
- Al-Màlik an-Nàssir Muhàmmad ibn Qalàwun (3a vegada, 1310 - 1341)
- Al-Mansur Abu-Bakr (1341)
- Al-Àixraf Kújuk (1341 - 1342)
- An-Nàssir Àhmad (1342)
- As-Sàlih Ismaïl (1342 - 1345)
- Al-Kàmil Xaban (1345 - 1346)
- Al-Mudhàffar Hajjí (1346 - 1347)
- An-Nàssir Hàssan (1347 - 1351)
- As-Sàlih Sàlih (1351 - 1354)
- An-Nàssir Hàssan (2a vegada, 1354 - 1361)
- Al-Mansur Muhàmmad (1361 - 1363)
- Al-Àixraf Xaban (1363 - 1377)
- Al-Mansur Alà-ad-Din Alí (1377 - 1381)
- As-Sàlih Hajjí (1381 - 1382)
- Barquq (1382 - 1389 (mameluc burjita)
- As-Sàlih Hajjí (2a vegada, 1389 - 1390)